# ده محمدرفیع
ده محمدرفیع، روستایی از توابع بخش بهاباد شهرستان بافق در استان یزد ایران است.

## جمعیت
این روستا در دهستان جلگه قرار دارد و براساس سرشماری مرکز آمار ایران در سال1402، جمعیت آن15 نفر (5خانوار) بوده‌است.